# Stanislav Moskvin
Stanislav Konstantinovič Moskvin (* 27. srpna 1961,  Čysťakove, Ukrajina) je ukrajinský divadelní a filmový herec, národní umělec Ukrajiny, člen souboru Divadla na Vinohradech.

## Život
Vystudoval Kyjevskou národní divadelní, filmovou a televizní univerzitu I. K. Karpenka-Karyho. Působil v angažmá v Národním akademickém divadle Lesji Ukrajinky v Kyjevě, ztvárnil mnoho filmových a televizních rolí. Po zahájení celoplošné ruské invaze na Ukrajinu v roce 2022 nalezl azyl v České republice. Přijal nabídku Tomáše Töpfera na angažmá ve Vinohradském divadle. Oba se seznámili při natáčení filmu Petra Nikolaeva Muž, který stál v cestě (2023), kde Töpfer hrál Františka Kriegela a Moskvin ztvárnil postavu Genadije Savčuka.
Na prknech Vinohradského divadla vystoupil jako Arašidov v inscenaci Danny Smiřický, byl soudcem Fuente Ovejuny ve Vzpouře lásky, v roli Kruglova se objevil ve veselohře Woodyho Allena Nepijte tu vodu.

## Divadelní role (výběr)

### Divadlo na Vinohradech

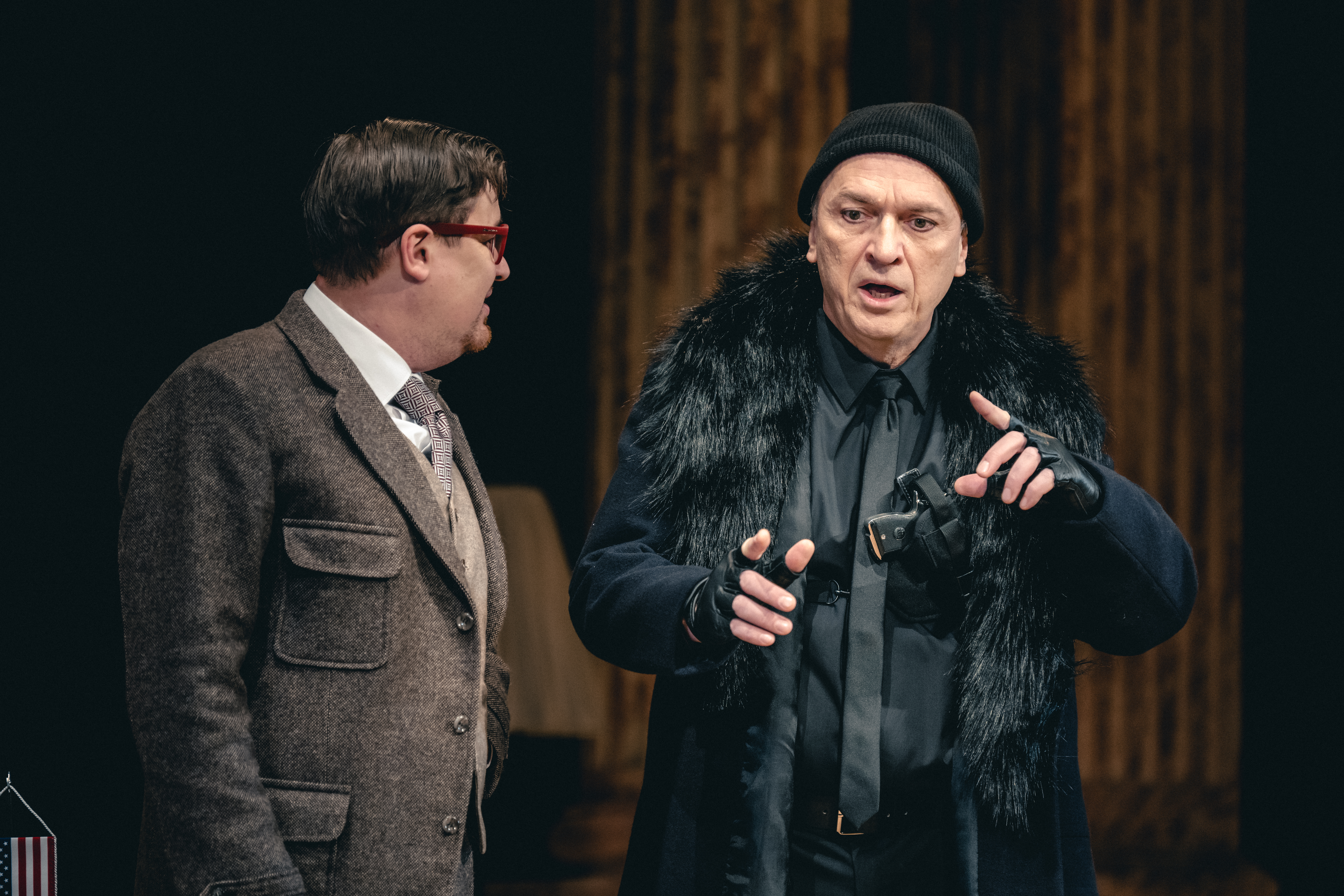
Stanislav Moskvin v roli Kruglova s Viktorem Javoříkem (Axel), v inscenaci Nepijte tu vodu, Divadlo na Vinohradech, foto Petr Chodura (2023)

- 2022 Eugène Labiche: Slaměný klobouk, režie: Tomáš Töpfer, premiéra: 8. září 2021, role: Svatebčan – Společnost u Baronky
- 2022 Jiří Křižan – Martin Františák: Je třeba zabít Sekala, režie: Pavel Khek, premiéra: 8. dubna 2022, role: Svozil
- 2023 Jan Vedral podle Josefa Škvoreckého: Danny Smiřický (Příběhy inženýra lidských duší), režie: Radovan Lipus, světová premiéra: 27. ledna 2023, role: Arašidov
- 2023 Lope de Vega: Vzpoura lásky (Fuente Ovejuna), režie: Pavel Khek, premiéra: 31. března 2023, role: Soudce
- 2023 Woody Allen: Nepijte tu vodu, režie: Juraj Deák, premiéra: 15. prosince 2023, role: Kruglov
- 2024 Carlo Goldoni: Poprask na laguně, režie: Juraj Deák, premiéra: 20. prosince 2024, role: Komisař